# Paweł T. Felis
Paweł T. Felis – polski dziennikarz specjalizujący się w tematyce filmowej. Zajmuje się również upowszechnianiem kultury filmowej.

## Życiorys
Absolwent polonistyki Uniwersytetu Warszawskiego. Krytyk filmowy „Gazety Wyborczej”. Publikował m.in. w „Kinie”, „Przekroju”, „Filmie” i „Tygodniku Powszechnym”. Prowadził portal internetowy Gazeta Filmowa.
Zwycięzca VIII edycji konkursu dla krytyków filmowych im. Krzysztofa Mętraka w 2003.
Od 2009 jest dyrektorem programowym Lubuskiego Lata Filmowego.
Zasiadał jako ekspert w komisjach Polskiego Instytutu Sztuki Filmowej w latach 2012–2014 oraz 2016–2018.
Członek Międzynarodowej Federacji Krytyków Filmowych.

## Kontrowersje
23 stycznia 2015 roku na łamach „Gazety Wyborczej” pojawiła się recenzja Hiszpanki jego autorstwa, w której pochwalił on film i przyznał mu najwyższą ocenę w postaci pięciu gwiazdek. Tego samego dnia Tomasz Raczek zarzucił jej autorowi nieszczerość, jako że recenzent był jedną z osób zasiadających w komisji Polskiego Instytutu Sztuki Filmowej, która zdecydowała o przyznaniu Hiszpance czteromilionowej dotacji.